# 5719 Křižík
5719 Křižík là một tiểu hành tinh vành đai chính với chu kỳ quỹ đạo là 1205.8547867 ngày (3.30 năm). The asteroid is được đặt theo tên của Czech electrical engineer và inventor František Křižík, who contributed significantly to the electrification of Bohemia.
Nó được phát hiện ngày 7 tháng 9 năm 1983.